# Berenburgcup
De Berenburgcup is een serie winterzeilwedstrijden die wordt gefaciliteerd door zeilschool de Ulepanne. De wedstrijden vinden plaats op het Slotermeer bij Balk. In drie wedstrijdweekenden worden 12 wedstrijden gevaren. 
Sinds de start van dit evenement is Sonnema de hoofdsponsor. De cup is vernoemd naar de Beerenburg die zij verkopen. 

## Boten
De boten waarin wordt gevaren zijn polyvalken en worden middels een loting verdeeld. Per cup zijn er 20 tot 25 deelnemende teams. De wedstrijdbemanning bestaat uit drie personen. Een team kan bestaan uit vier personen.

## Weekenden
De wedstrijdweekenden worden gepland in november, december en januari. Reeds 2 keer is een weekend verplaatst naar eind maart vanwege extreme weersomstandigheden. In december 2002 bleek er te veel ijs te liggen en in januari 2007 kon er vanwege de januaristormen niet worden gezeild. 

## Geschiedenis
In 1999 is de Berenburgcup voor het eerst georganiseerd ter voorbereiding op de jaarlijkse Nederlandse Zeilschool Kampioenschappen (NZK) in Langweer. Door de jaren heen heeft de Cup zich ontwikkeld van kennismaking met de wedstrijd zeilsport tot een zeer serieuze training en selectieevenement voor de NZK. Mede dankzij deze Berenburgcup heeft zeilschool de Ulepanne in 2001, 2005 en 2006 de NZK gewonnen.
Naast het zeilen van wedstrijden kenmerkt deze cup zich door het educatieve avondprogramma waar in de loop der jaren al verscheidene sprekers zijn langsgekomen.

## Sprekers
- In 1999 werd het weer nader toegelicht door Piet Paulusma
- In 2002 is er een lezing door Koen van Esch van Team Heiner
- In 2004 is er een lezing van de waterpolitie
- In 2005 heeft J. Peter Hoefnagels een uitgebreide toelichting gegeven op het Zeilboek (de vroegere leidraad)
- In 2005 is er een lezing over het weer verzorgd door Cisco de Bruijn van het KNMI
- In 2008 heeft Jacco Koops, Olympisch succes coach van Marcelien de Koning en Lobke Berkhout een lezing gegeven.

## Eerdere winnaars
- 2011/2012 Team Donder (Walter Melle vd Vegt, Nik Petersen, Arthur Arets)
- 2010/2011 Team Bliksum (Nik Petersen, Anna van Dijk, Arthur Arets)
- 2008/2009 Team Bliksum (Nik Petersen, Anna van Dijk, Arthur Arets)
- 2007/2008 Team Aquaplaning (Marieke Versteeg, Paul Wassink, Michiel Nijhof)
- 2006/2007 Team It giet oan! (Roderik Vromans, Anny Metz, Walter Melle vd Vegt)
- 2005/2006 Team Momentje Stilte (Mathijs van de Griendt, Anne-Marie Gunnink en Hylke Steensma
- 2004/2005 Team Petersen (Nik Petersen, Katja van Groessen-Petersen en Jelle de Lange)